# Вилхелм Вунд
Вилхелм Максимилиан Вунд (на немски: Wilhelm Maximilian Wundt) е германски психолог, физиолог, философ. Занимава се преди всичко с логика и с теорията на познанието.

## Биография
Роден е на 16 август 1832 година в Некарау (днес част от Манхайм), Баден, в семейство на лютерански пастор. Следва медицина, но се отказва от лекарска практика. Увлича се по идеалистическата философия. В изследванията си открива влиянието на специфични фактори, при което започва да преобладава интересът му към психологията.
През 1875 г. Вунд започва работа в Лайпцигския университет като преподавател по физиология и философия, като уговорката му с университета е да има възможност да създаде лаборатория по експериментална психология. Такава лаборатория е създадена през 1879 г. и тя е първата създадена в света, а две години по-късно лабораторията се трансформира в Институт по експериментална психология. Като основен метод в своята лаборатория той използва интроспекцията (самонаблюдението).
Вунд създава първата теоретична школа за научна психология в Германия. Едуард Титченър (ученик и последовател на Вунд), по-късно в САЩ я наименува Структурализъм.
При Вунд учат и множество българи, дали началото на психологията като наука в България, като Цветан Радославов (написал химна на България), д-р Кръстьо Кръстев, Никола Алексиев, Иван Шишманов, Петър Нойков, Никола Бобчев и Пенчо Славейков.
Умира на 31 август 1920 година в Гросботен, до Лайпциг, на 88-годишна възраст.

## Научна дейност
Вунд изучава човешкото съзнание и сложните химически вещества, които са негови съставни елементи. Така той представя психологичната наука – като допирателна с физиката и с химията, в която съзнанието е набор от опознаваеми части. Освен че Вунд базира своите изследвания на научни и на физиологични методи, той често използва и метода на интроспекцията, който към днешна дата не се разглежда като научен, понеже не дава възпроизводими резултати.
Вилхелм Вунд често е наричан баща на съвременната психология. Някои негови трудове, като „Принципите на физиологичната психология“, са класически и фундаментални в областта на психологията. Независимо че допуска неточност и противоречивост в теорията си, той остава с изключително значение за развитието на психологията. Най-известното му произведение е „Психология на народите“ в 10 тома.

## Признание
В негова чест астероидът 11040 Вунд, открит през 1907 г., носи неговото име.

## Избрана библиография
На български език
- Вунд, В. Психичното развитие на детето. сп. Училищен преглед, 1924, год. 23, кн. 5 – 6, с. 382 – 393.
- Вунд, В. Воюващите народи и тяхната философия. София: Европ. мисъл, 1943.
- Вунд, В. Задачата на психологията В: Александров, П. (съставител). История на психологическата мисъл, Изд. Лик, 2000, с. 11 – 15

На немски език
- 1921 – Kleine Schriften, 3 тома. Stuttgart: Kröner
- 1921 – Probleme der Völkerpsychologie. Suttgart: Kröner
- 1921 – Logik, 3 тома. Stuttgart: Enke.
- 1920 – Erlebtes und Erkanntes. Stuttgart: Kröner
- 1919 – System der Philosophie. 4 изд. Leipzig: Kröner.
- 1919 – Logik, Том 1. Stuttgart: Enke.
- 1916 – Leibniz: zu seinem zweihundertjährigen Todestag 14. November 1916. Leipzig: Kröner
- 1915 – [1916, 1918, 1941] Die Nationen und ihre Philosophie. Leipzig: Kröner.
- 1912 – Elemente der Völkerpsychologie. Grundlinien einer psychologischen Entwicklungsgeschichte der Menschheit. Leipzig: Barth
- 1911 – Kleine Schriften, Vol. 2. Leipzig: Engelmann
- 1911 – Grundzüge der physiologischen Psychologie. Том 3, 6 изд. Leipzig: Engelmann
- 1910 – Kleine Schriften, том 1. Leipzig: Engelmann
- 1910 – „Psychologismus und Logizismus“. Във: Wundt, Kleine Schriften, Vol. 1. Leipzig: Engelmann, 1910, 511 – 634
- 1910 – Grundzüge der physiologischen Psychologie. Vol. 2, 6th ed. Leipzig: Engelmann
- 1910 – „Das Institut für experimentelle Psychologie zu Leipzig“, Psychologische Studien 5: 279 – 93
- 1910 – „Über reine und angewandte Psychologie“, Psychologische Studien 10: 571 – 2
- 1908 – Grundzüge der physiologischen Psychologie. Vol. 1, 6th ed. Leipzig: Engelmann
- 1908 – „Kritische Nachlese zur Ausfragemethode.“ Archiv für die gesamte Psychologie 9: 445 – 59
- 1907 – [1910] „Psychologie.“ In Windelband, W. (ed.), Die Philosophie im Beginn des zwanzigsten Jahrhunderts. Heidelberg: Winter
- 1907 – „Über Ausfrageexperimente und über die Methoden zur Psychologie des Denkens.“ Psychologische Studien [97] 3: 301 – 90
- 1904 – „Über empirische und metaphysische Psychologie: Eine kritische Betrachtung“, Archiv für die gesamte Psychologie 2: 333 – 61
- 1901 – Sprachgeschichte und Sprachpsychologie. Mit Rücksicht auf B. Delbrücks „Grundfragen der Sprachforschung“. Leipzig: Engelmann
- 1901 – 1904. 1911 – 1920. Völkerpsychologie. Eine Untersuchung der Entwicklungsgesetze von Sprache, Mythus und Sitte. Leipzig: Kröner
- 1896 – Grundriss der Psychologie. Leipzig: Engelmann. Преработени издания през 1897, 1898, 1901, 1902, 1904, 1905, 1907, 1909, 1911.
- 1896 – „Über die Definition der Psychologie.“ Philosophische Studien 12: 1 – 66
- 1894 – „Über psychische Kausalität und das Prinzip des psychophysischen Parallelismus.“ Philosophische Studien 10: 1 – 124
- 1893 – Grundzüge der physiologischen Psychologie. 2 тома. 4 изд. Leipzig: Engelmann.

- 1889 – System der Philosophie. Leipzig. 4 изд., 2 тома, Leipzig, 1919 (Kröner)
- 1889 – „Über die Einteilung der Wissenschaften.“ Philosophische Studien 5: 1 – 55
- 1888 – „Selbstbeobachtung und innere Wahrnehmung.“ Philosophische Studien 1: 615 – 17
- 1888 – „Über Ziele und Wege der Völkerpsychologie.“ Philosophische Studien 4: 1 – 27
- 1886 – [1903, 1923 – 245] Ethik. Eine Untersuchung der Thatsachen und Gesetze des sittlichen Lebens. Stuttgart: Enke
- 1885 – [1906] Essays. Leipzig: Engelmann
- 1882 – „Logische Streitfragen.“ Vierteljahrschrift für wissenschaftliche Philosophie 6: 340 – 55
- 1880 – 1883 – Logik: Eine Untersuchung der Principien der Erkenntnis und der Methoden wissenschaftlicher Forschung. 2 тома. Stuttgart: Enke
- 1876 – Über den Einfluss der Philosophie auf die Erfahrungswissenschaft. Leipzig: Engelmann
- 1873 – 1874 – Grundzüge der physiologischen Psychologie. 2 тома. Leipzig: Engelmann
- 1867 – Handbuch der medicinischen Physik. Erlangen: Enke
- 1865 – [1868, 1873] Lehrbuch der Physiologie des Menschen. Erlangen: Enke
- 1863 – Vorlesungen über die Menschen – und Thier-Seele. 2 тома. Leipzig: Voss
- 1862 – Beiträge zur Theorie der Sinneswahrnehmung. Leipzig: Winter